# سعید زیباکلام
سعید زیباکلام مفرد (زادهٔ ۱۳۳۲ در تهران) فیلسوف ایرانی، استاد بازنشستهٔ گروه فلسفه دانشگاه تهران و محقق فلسفه‌های پست‌مدرن و فلسفه سیاسی است. برخی از کتاب‌های او به عنوان منابع درسی در رشته‌های فلسفه و جامعه‌شناسی تدریس می‌شود و کتاب معرفت‌شناسی اجتماعی وی در سال ۱۳۸۵ به عنوان کتاب سال ایران برگزیده شد. او برادر صادق زیباکلام و فاطمه زیباکلام است.

## زندگی
سعید زیباکلام مهندسی برق و الکترونیک را در سال ۱۳۵۶ در انگلستان به پایان رساند و در همان سال دورهٔ کارشناسی ارشد جامعه‌شناسی انقلاب را در دانشگاه برادفورد شروع کرد و در ۱۳۵۷ به ایران بازگشت و از سال ۱۳۶۵ تا ۱۳۶۹ به تحصیل دورهٔ دکترا فلسفه در دانشگاه لیدز مشغول بود و در سال ۱۳۶۹ با مدرک دکترای فلسفه علم دانشگاه لیدز انگلستان به ایران بازگشت.
سعید زیباکلام مدتی رئیس صدا و سیمای کردستان بوده است و به حکم صادق قطب زاده سفیر ایران در فیلیپین شد. وی تا سال ۱۳۶۵ از مسئولان ارشد وزارت امور خارجه ایران بوده است که بر اثر اختلاف شدید با علی اکبر ولایتی از آن جا خارج شده است.
او در حال حاضر دانشیار گروه فلسفه دانشگاه تهران است. وی سابقهٔ عضویت در هیئت علمی گروه علوم سیاسی دانشگاه امام صادق را دارد و همچنین عضو سابق هیئت علمی انجمن حکمت و فلسفه و مدرس سابق فلسفه علم در دانشگاه صنعتی امیرکبیر و دانشگاه صنعتی شریف است.

## دیدگاه‌های سیاسی
وی در مصاحبه‌ای با سایت رجانیوز، تحت عنوان «سوم تیر؛ مصافی به قدمت تاریخ»، به حمایت از رئیس‌جمهور دولت نهم، محمود احمدی‌نژاد پرداخت.
او همچنین در یادداشتی تحت عنوان «دو گزینه بنیانی پیش‌روی اصلاح‌طلبان ابطال‌خواه» در خصوص حوادث انتخابات ریاست جمهوری دهم به انتقاد از اصلاح‌طلبان پرداخت و نوشت:
گمان نمی‌کنم هیچ ناظر منصفی بتواند انکار کند که شورای نگهبان، وزارت کشور و سایر مراجع ذی‌ربط ظرف چندین روز گذشته انواع رفتارها و اشارات حاکی از مذاکره‌پذیری و مصالحه‌پذیری را از خود بروز داده‌اند و ظواهر و قرائن حکایت می‌کند که در پشت میز مذاکره انعطاف‌پذیری بسیار بیشتری قابل انتظار است و این همه حکایت از بصیرت و دوراندیشی حاکمیت و رهبری نظام در این موضع می‌کند. وی در شهریورماه سال ۱۳۹۶ انتقادهای تندی را متوجه قوه قضائیه و رئیس آن کرد و نوشت: «قوه قضائیه از رویه‌های آن‌طوری خود دست بکشد و به رویه‌های قضائی مرسوم احترام بگذارد».

## آثار
از آثار وی می‌توان به تألیف و ترجمه ۷ کتاب و انتشار بیش از ۳۰ مقاله در مجلات داخلی و خارجی اشاره کرد. از آثار جدید وی می‌توان به عقل، استدلال و عقلانیت اشاره کرد.

### کتاب‌ها
1. سعید زیباکلام مفرد. «معرفت‌شناسی اجتماعی.» تهران: انتشارات سمت، ۱۳۸۴.
2. سعید زیباکلام مفرد. "خلاف جریان جلد اول -." تهران: سوره مهر، ۱۳۸۹.
3. سعید زیباکلام مفرد. "خلاف جریان - جلد دوم -." تهران: سوره مهر، ۱۳۸۹.
4. سعید زیباکلام مفرد. «افسانه‌های آرامبخش.» تهران: نشر اسم، ۱۳۹۵.
5. سعید زیباکلام مفرد. «عقل و استدلال و عقلانیت.» تهران: نشر اسم، ۱۳۹۵.
6. سعید زیباکلام مفرد. «انحلال انقلاب در نظام استکباری.» تهران: مؤسسه شهید کاظمی، ۱۳۹۵.
7. سعید زیباکلام مفرد. «افسانه‌های بیشتر.» تهران: نشر اسم، ۱۳۹۶.
8. سعید زیباکلام مفرد. «چیستی علم.» تهران: انتشارات سمت، ۱۳۷۹.
9. سعید زیباکلام مفرد. «طرح و نقد نظریه لیبرال دموکراسی ان‍درول‍وین.» تهران: انتشارات سمت، ۱۳۸۰.
10. سعید زیباکلام مفرد. «ساختار انقلاب‌های علمی.» تهران: سمت، ۱۳۸۹.
11. حمید پارسانیا، حسین کچوئیان و سعید زیباکلام مفرد. «معرفت و جامعه.»: پژوهشگاه حوزه و دانشگاه، ۱۳۸۴.
12. مجید کافی، عبدالرضا علیزاده و سعید زیباکلام مفرد. "معرفت و جامعه (مجموعه مقالات)." تهران: پژوهشگاه حوزه و دانشگاه، ۱۳۸۴.
13. حمید پارسانیا، سیدحمید طالب زاده، بیژن عبدالکریمی، سعید زیباکلام مفرد و غلامعلی حدادعادل. «ما و علوم انسانی.»: دانشگاه باقرالعلوم، ۱۳۹۷.